# 茱麗·梅耶
茱麗·梅耶是ABC電視劇系列《欲亂絕情妻》的女主角蘇珊(Susan Mayer)和其前夫卡爾(Karl Mayer)的女兒。
她不但鬼靈精怪又貼心，而且是個優等生，永遠站在媽媽這邊。不論是幫媽媽打敗情敵、偷不小心淪落在外的證物....
長相又甜美的她，曾經與鄰居薩克談過短暫的戀愛，但後來因為想分手藉由蘇珊的大驚小怪而與之分手。
後來意外的和壞壞的奧斯丁陷入熱戀，曾想將第一次給予，但是後來發現奧斯丁居然與好友上床，最後因為奧斯丁讓丹尼爾懷孕被迫離開因而結束這場戀情。
於最後一季懷孕。